# La Cerlangue
La Cerlangue è un comune francese di 1 331 abitanti situato nel dipartimento della Senna Marittima nella regione della Normandia.

## Società

### Evoluzione demografica
Abitanti censiti